# Campeonato Brasileiro Série A 2023
Il Campeonato Brasileiro Série A 2023 (in italiano: Campionato Brasiliano Serie A 2023) è stata la 68ª edizione del massimo campionato brasiliano di calcio, la ventesima dall'istituzione del girone unico. La stagione è iniziata il 16 aprile ed è terminata il 6 dicembre 2023. 
Il titolo è stato vinto dal Palmeiras, giunto al dodicesimo successo nella competizione.

## Stagione

### Novità
- Promosse dalla Serie B:
  - Cruzeiro
  - Gremio
  - Bahia
  - Vasco da Gama
- Retrocesse in Serie B:
  - Cearà
  - Atletico Goianiense
  - Avaì
  - Juventude

### Formula
Le 20 squadre partecipanti si affrontano in un girone all'italiana con gare di andata e ritorno, per un totale di 38 giornate. Le prime 6 classificate si qualificano per la Copa Libertadores 2024, mentre le sei squadre dal settimo al dodicesimo posto si qualificano per la Copa Sudamericana 2024. Le ultime 4 classificate retrocedono in Serie B.

## Squadre partecipanti
| Squadra          | Città             | Stato             | Stagione Precedente           |
| ---------------- | ----------------- | ----------------- | ----------------------------- |
| América-MG       | Belo Horizonte    | Minas Gerais      | 10° nel Campeonato Brasileiro |
| Athl. Paranaense | Curitiba          | Paraná            | 6° nel Campeonato Brasileiro  |
| Atlético Mineiro | Belo Horizonte    | Minas Gerais      | 7° nel Campeonato Brasileiro  |
| Bahia            | Salvador          | Bahia             | 3° in Serie B                 |
| Botafogo         | Rio de Janeiro    | Rio de Janeiro    | 11° nel Campeonato Brasileiro |
| Corinthians      | San Paolo         | San Paolo         | 4° nel Campeonato Brasileiro  |
| Coritiba         | Curitiba          | Paraná            | 15° nel Campeonato Brasileiro |
| Cruzeiro         | Belo Horizonte    | Minas Gerais      | 1° in Serie B                 |
| Cuiabá           | Cuiabá            | Mato Grosso       | 16° nel Campeonato Brasileiro |
| Flamengo         | Rio de Janeiro    | Rio de Janeiro    | 5° nel Campeonato Brasileiro  |
| Fluminense       | Rio de Janeiro    | Rio de Janeiro    | 3° nel Campeonato Brasileiro  |
| Fortaleza        | Fortaleza         | Ceará             | 8° nel Campeonato Brasileiro  |
| Goiás            | Goiânia           | Goiás             | 13° nel Campeonato Brasileiro |
| Grêmio           | Porto Alegre      | Rio Grande do Sul | 2° in Serie B                 |
| Internacional    | Porto Alegre      | Rio Grande do Sul | 2° nel Campeonato Brasileiro  |
| Palmeiras        | San Paolo         | San Paolo         | Campione del Brasile          |
| RB Bragantino    | Bragança Paulista | San Paolo         | 14° nel Campeonato Brasileiro |
| Santos           | Santos            | San Paolo         | 12° nel Campeonato Brasileiro |
| San Paolo        | San Paolo         | San Paolo         | 9° nel Campeonato Brasileiro  |
| Vasco da Gama    | Rio de Janeiro    | Rio de Janeiro    | 4° in Serie B                 |

## Allenatori
| Squadra          | Allenatore                                                                 |
| ---------------- | -------------------------------------------------------------------------- |
| América-MG       | - Vágner Mancini - Fabián Bustos                                           |
| Athl. Paranaense | - Paulo Turra                                                              |
| Atlético Mineiro | - Eduardo Coudet - Luiz Felipe Scolari                                     |
| Bahia            | - Renato Paiva - Rogério Ceni                                              |
| Botafogo         | - Luís Castro - Bruno Lage - Lúcio Flávio - Tiago Nunes                    |
| Corinthians      | - Fernando Lázaro - Cuca - Vanderlei Luxemburgo - Mano Menezes             |
| Coritiba         | - António Oliveira - Antônio Carlos Zago - Thiago Kosloski - Guto Ferreira |
| Cruzeiro         | - Pepa - Zé Ricardo - Paulo Autuori                                        |
| Cuiabá           | - Ivo Vieira - António Oliveira                                            |
| Flamengo         | - Jorge Sampaoli - Tite                                                    |
| Fluminense       | Fernando Diniz                                                             |
| Fortaleza        | Juan Pablo Vojvoda                                                         |
| Goiás            | - Armando Evangelista                                                      |
| Grêmio           | Renato Gaúcho                                                              |
| Internacional    | - Mano Menezes - Eduardo Coudet                                            |
| Palmeiras        | Abel Ferreira                                                              |
| RB Bragantino    | Pedro Caixinha                                                             |
| Santos           | - Odair Hellmann - Paulo Turra - Diego Aguirre - Marcelo Fernandes         |
| San Paolo        | - Rogério Ceni - Dorival Júnior                                            |
| Vasco da Gama    | - Maurício Barbieri - Ramón Díaz                                           |

## Classifica finale
|       | Pos. | Squadra          | Pt | G  | V  | N  | P  | GF | GS | DR  |
| ----- | ---- | ---------------- | -- | -- | -- | -- | -- | -- | -- | --- |
|       | 1.   | Palmeiras        | 70 | 38 | 20 | 10 | 8  | 64 | 33 | +31 |
|       | 2.   | Grêmio           | 68 | 38 | 21 | 5  | 12 | 63 | 56 | +7  |
|       | 3.   | Atlético Mineiro | 66 | 38 | 19 | 9  | 10 | 52 | 32 | +20 |
|       | 4.   | Flamengo         | 66 | 38 | 19 | 9  | 10 | 56 | 42 | +14 |
|       | 5.   | Botafogo         | 64 | 38 | 18 | 10 | 10 | 58 | 37 | +21 |
|       | 6.   | RB Bragantino    | 62 | 38 | 17 | 11 | 10 | 49 | 35 | +14 |
| [ 3 ] | 7.   | Fluminense       | 56 | 38 | 16 | 8  | 14 | 51 | 47 | +4  |
|       | 8.   | Athl. Paranaense | 56 | 38 | 14 | 14 | 10 | 51 | 43 | +8  |
|       | 9.   | Internacional    | 55 | 38 | 15 | 10 | 13 | 46 | 45 | +1  |
|       | 10.  | Fortaleza        | 54 | 38 | 15 | 9  | 14 | 45 | 44 | +1  |
| [ 4 ] | 11.  | San Paolo        | 53 | 38 | 14 | 11 | 13 | 40 | 38 | +2  |
|       | 12.  | Cuiabá           | 51 | 38 | 14 | 9  | 15 | 40 | 39 | +1  |
|       | 13.  | Corinthians      | 50 | 38 | 12 | 14 | 12 | 47 | 48 | -1  |
|       | 14.  | Cruzeiro         | 47 | 38 | 11 | 14 | 13 | 35 | 32 | +3  |
|       | 15.  | Vasco da Gama    | 45 | 38 | 12 | 9  | 17 | 41 | 51 | -10 |
|       | 16.  | Bahia            | 44 | 38 | 12 | 8  | 18 | 50 | 53 | -3  |
|       | 17.  | Santos           | 43 | 38 | 11 | 10 | 17 | 39 | 64 | -25 |
|       | 18.  | Goiás            | 38 | 38 | 9  | 11 | 18 | 36 | 53 | -17 |
|       | 19.  | Coritiba         | 30 | 38 | 8  | 6  | 24 | 41 | 73 | -32 |
|       | 20.  | América-MG       | 24 | 38 | 5  | 9  | 24 | 42 | 81 | -39 |

Legenda 2024:
     Campione del Brasile e ammessa alla Coppa Libertadores e Supercopa do Brasil
     Ammesse alla fase a gironi della Coppa Libertadores
     Ammesse ai preliminari della Coppa Libertadores
     Ammesse alla fase a gironi della Coppa Sudamericana
     Retrocesse in Série B
Note:
Tre punti a vittoria, uno a pareggio, zero a sconfitta.

## Risultati
Aggiornati al 16 luglio 2023

### Tabellone
|                  | AME  | ATM  | ATP  | BAH  | BOT  | BRG  | COR  | CTB  | CRU  | CUI  | FLA  | FLU  | FOR  | GOI  | GRE  | INT  | PAL  | SAN  | SPA  | VAS  |
| ---------------- | ---- | ---- | ---- | ---- | ---- | ---- | ---- | ---- | ---- | ---- | ---- | ---- | ---- | ---- | ---- | ---- | ---- | ---- | ---- | ---- |
| América Mineiro  | –––– | 1-1  | 2-2  | 3-2  | 0-2  | 1-2  | 2-0  | 0-3  | 0-4  | 1-2  | 0-3  | 0-3  | 2-1  | 0-1  | 3-4  | 1-2  | 1-4  | 2-0  | 2-1  | 0-1  |
| Atlético Mineiro | 2-2  | –––– | 2-1  | 1-0  | 1-1  | 1-0  | 0-1  | 1-2  | 0-1  | 1-0  | 1-2  | 2-0  | 3-1  | 2-1  | 3-0  | 2-0  | 1-1  | 2-0  | 2-1  | 1-2  |
| Atl. Paranaense  | 3-2  | 1-1  | –––– | 2-0  | 1-1  | 1-0  | 1-0  | 3-2  | 3-3  | 2-0  | 2-1  | 2-2  | 1-1  | 2-0  | 1-2  | 2-1  | 2-2  | 3-0  | 1-1  | 0-0  |
| Bahia            | 3-1  | 4-1  | 1-1  | –––– | 4-0  | 1-2  | 0-0  | 3-1  | 2-2  | 0-3  | 2-3  | 1-0  | 2-0  | 1-1  | 1-2  | 1-0  | 1-0  | 1-2  | 0-1  | 1-1  |
| Botafogo         | 2-0  | 2-0  | 1-1  | 3-0  | –––– | 2-0  | 3-0  | 4-1  | 0-0  | 0-1  | 1-2  | 1-0  | 2-0  | 1-1  | 3-4  | 3-1  | 3-4  | 1-1  | 2-1  | 2-0  |
| Bragantino       | 2-2  | 1-2  | 2-0  | 2-1  | 2-2  | –––– | 1-0  | 1-0  | 0-3  | 2-0  | 4-0  | 1-0  | 1-2  | 2-0  | 2-0  | 0-0  | 2-1  | 2-0  | 0-0  | 1-1  |
| Corinthians      | 1-1  | 1-1  | 1-0  | 1-5  | 0-1  | 1-0  | –––– | 3-1  | 2-1  | 1-1  | 1-1  | 2-0  | 1-1  | 1-1  | 4-4  | 1-2  | 0-0  | 1-1  | 1-1  | 3-1  |
| Coritiba         | 3-1  | 1-2  | 2-0  | 2-4  | 0-1  | 1-1  | 0-2  | –––– | 1-0  | 0-3  | 2-3  | 2-0  | 0-3  | 0-1  | 1-2  | 0-1  | 0-2  | 0-0  | 1-1  | 1-1  |
| Cruzeiro         | 1-1  | 0-1  | 1-1  | 3-0  | 0-0  | 0-0  | 1-1  | 0-0  | –––– | 0-1  | 0-2  | 0-2  | 0-1  | 0-1  | 1-0  | 1-2  | 1-1  | 2-1  | 1-0  | 2-2  |
| Cuiabá           | 2-2  | 0-4  | 3-0  | 1-1  | 1-1  | 0-1  | 0-1  | 1-1  | 0-0  | –––– | 3-0  | 3-0  | 2-1  | 1-1  | 1-2  | 0-2  | 0-2  | 3-0  | 2-1  | 0-2  |
| Flamengo         | 1-1  | 0-3  | 0-3  | 1-0  | 1–0  | 2-3  | 1-0  | 3-0  | 1-1  | 2-1  | –––– | 1-1  | 2-0  | 2-0  | 3-0  | 0-0  | 3-0  | 1-2  | 1-1  | 1-0  |
| Fluminense       | 3-1  | 1-1  | 2-0  | 2-1  | 2-1  | 0-2  | 3-3  | 2-1  | 1-0  | 2-0  | 0-0  | –––– | 1-0  | 5-3  | 2-3  | 2-0  | 2-1  | 1-0  | 1-0  | 1-1  |
| Fortaleza        | 3-2  | 2-1  | 1-0  | 0-0  | 0-3  | 2-2  | 2-1  | 3-1  | 0-1  | 0-1  | 0-2  | 4-2  | –––– | 1-0  | 1-1  | 1-1  | 2-2  | 4-0  | 0-0  | 2-0  |
| Goiás            | 1-0  | 0-0  | 1-1  | 4-6  | 0-2  | 2-1  | 3-1  | 1-2  | 0-1  | 0-1  | 0-0  | 2-2  | 1-0  | –––– | 1-1  | 0-0  | 0-5  | 0-1  | 2-0  | 1-1  |
| Grêmio           | 3-1  | 1-0  | 1-2  | 1-0  | 3-3  | 0-2  | 0-1  | 5-1  | 3-0  | 2-0  | 3-2  | 2-1  | 0-0  | 2-1  | –––– | 3-1  | 1-0  | 1-0  | 2-1  | 1-0  |
| Internacional    | 1-1  | 0-2  | 0-2  | 2-0  | 1-0  | 3-1  | 2-2  | 3-4  | 0-0  | 1-2  | 2-1  | 0-0  | 0-1  | 1-0  | 3-2  | –––– | 0-0  | 7-1  | 2-1  | 2-1  |
| Palmeiras        | 4-0  | 0–2  | 1-0  | 1-0  | 1-1  | 0-1  | 2-1  | 3-1  | 1-0  | 2-1  | 1-1  | 1-0  | 3-1  | 1-0  | 4-1  | 3-0  | –––– | 1-2  | 5-0  | 1-0  |
| Santos           | 3-2  | 0-0  | 1-1  | 3-0  | 1–3  | 2-2  | 0-2  | 2-1  | 0-3  | 0-0  | 2-3  | 0-3  | 1-2  | 4-3  | 2-1  | 1-1  | 0-0  | –––– | 0-0  | 4-1  |
| San Paolo        | 3-0  | 0-2  | 2-1  | 0-0  | 1-0  | 0-0  | 2-1  | 2-1  | 1-0  | 0-0  | 1-0  | 1-0  | 1-2  | 2-1  | 3-0  | 2-0  | 0-2  | 4-1  | –––– | 4-2  |
| Vasco da Gama    | 2-1  | 1-0  | 0-2  | 0-1  | 2-1  | 1-0  | 2-4  | 5-1  | 0-1  | 1-0  | 1–4  | 4-2  | 1-0  | 0-1  | 1-0  | 1-2  | 2-2  | 0-1  | 0-0  | –––– |